# Arteră cerebeloasă superioară
Artera cerebeloasă superioară apare aproape de terminarea arterei bazilare. 

## Anatomie
Acest vas de sânge trece lateral, imediat sub nervul oculomotor, care îl separă de artera cerebrală posterioară, se răsucește în jurul pedunculului cerebral, aproape de nervul trohlear și, ajungând la suprafața superioară a cerebelului, se împarte în ramuri care se ramifică în pia mater și anastomozează cu ramurile arterelor cerebeloase inferioare anterioare și posterioare.
Mai multe ramuri sunt se împart corpului pineal, velului medular anterior și tela chorioidea a celui de-al treilea ventricul.

## Fiziologie
Artera vascularizează:

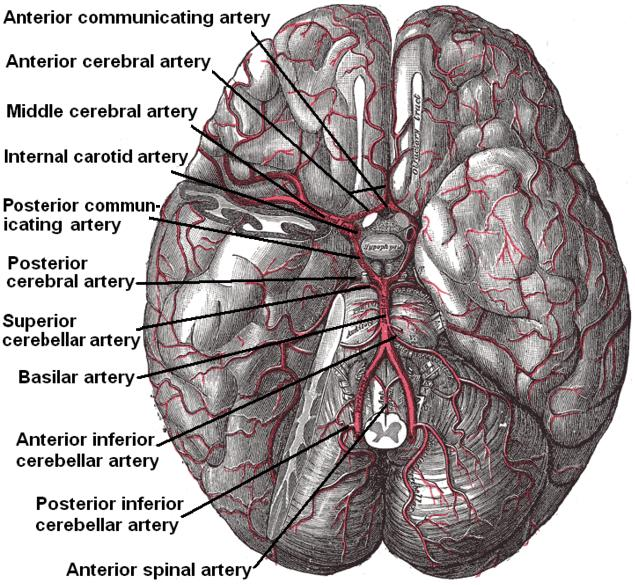
Arterele bazei creierului. Artera cerebeloasă superioară marcată aproape de centru. Polul temporal al cerebrului și o porțiune a emisferei cerebeloase au fost îndepărtate pe partea dreaptă (jumătatea stângă a diagramei). Aspect inferior (privit de jos).

- jumătatea superioară a cerebelului,
- părți ale mezencefalului.

## Semnificație clinică
Artera cerebeloasă superioară este frecvent cauza nevralgiei trigemenului, unde comprimă nervul trigemenului provocând dureri lancinante în distribuția acestui nerv pe fața pacientului. Cu toate acestea, la autopsie, 50% dintre persoanele fără nevralgie trigeminală vor fi de asemenea remarcate că au compresie vasculară a nervului. 